# Ronald Reagan Washington National Airport
Ronald Reagan Washington National Airport (IATA: DCA, ICAO: KDCA, FAA LID: DCA) je mezinárodní letiště v okrese Arlington County ve Virginii ve Spojených státech amerických. Je jedním ze dvou letišť obsluhujících hlavní město Washington, D.C. a jeho metropolitní oblast. Po desetiletí neslo název Washington National Airport než bylo v roce 1998 přejmenováno na počest amerického prezidenta Reagana. DCA, jehož rozloha činí 348 ha, leží na břehu řeky Potomac poblíž Crystal City, 8 km jižně od centra Washingtonu, D.C,.
Letiště Reagan National je uzel pro společnost American, která každou hodinu vypravuje lety na letiště Logan International Airport v Bostonu a letiště LaGuardia v New Yorku.